# Sinais de vento de ciclone tropical das Filipinas

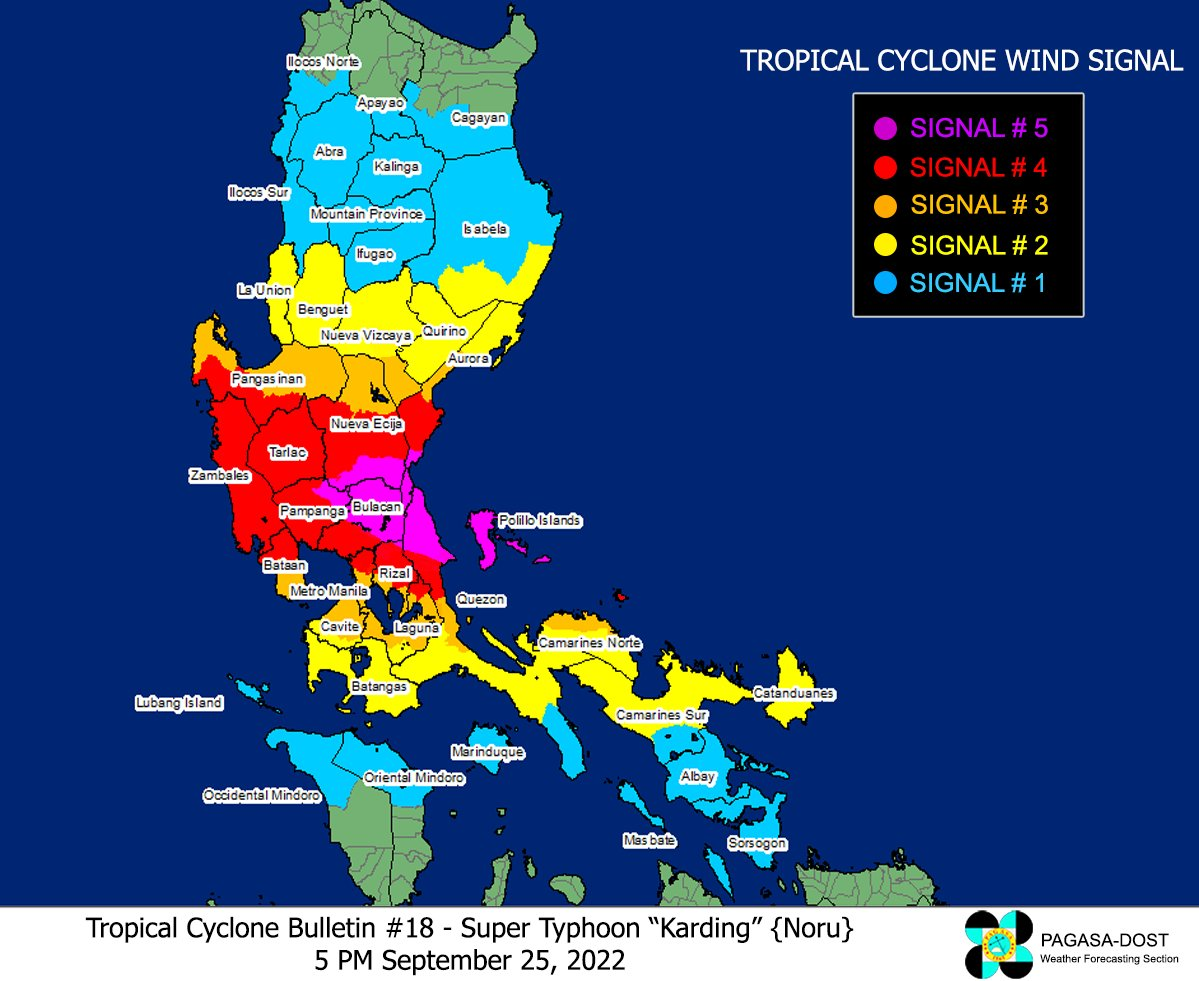
Mapa dos Sinais de Vento de Ciclone Tropical emitidos devido ao Tufão Noru (Karding) às 17:00 PHT de 25 de setembro de 2022, cobrindo a maior parte de Luzon, além de algumas áreas ao redor.

Os Sinais de Vento de Ciclone Tropical (Tropical Cyclone Wind Signals - TCWS, ou simplesmente wind signals ou signals; em Filipino: Mga Babala ng Bagyo) são níveis de alerta para ciclones tropicais emitidos pela Administração de Serviços Atmosféricos, Geofísicos e Astronômicos das Filipinas (PAGASA) para áreas dentro das Filipinas que podem ser afetadas por ventos de ciclones tropicais e seus perigos.
O sistema TCWS do PAGASA é ativado quando um ciclone tropical está dentro ou próximo da Área de Responsabilidade das Filipinas e é previsto para afetar o arquipélago filipino. Trata-se de um sistema hierárquico com cinco níveis numerados, sendo que números mais altos estão associados a velocidades de vento mais altas e prazos menores, que são períodos dentro dos quais se espera que uma determinada intensidade de vento ocorra. Os sinais TCWS são emitidos para localidades específicas, no nível provincial ou de cidade/município. Eles podem ser elevados, reduzidos ou suspensos dependendo da intensidade esperada dos ventos e do movimento do ciclone tropical em relação às áreas afetadas.
O sistema TCWS é o resultado de décadas de evolução dos sistemas de alerta para ciclones tropicais nas Filipinas. O primeiro alerta de ciclone tropical no país foi emitido em julho de 1879. Em 1931, o primeiro sistema formalizado de alerta para ciclones tropicais foi implementado pelo antecessor do PAGASA, o Philippine Weather Bureau. No final do século 20, esse sistema gradualmente se transformou no mais familiar sistema de quatro níveis de sinais de tempestade pública. Ele passou por novas revisões após a catástrofe provocada pelo Tufão Haiyan (Yolanda) em 2013, o que levou à adição de um quinto nível de alerta para enfatizar os ventos extremos de ciclones tropicais. A versão atual do TCWS foi implementada em 2022.

## Níveis
Nota: Esta tabela incorpora texto de fontes de domínio público de autoria do PAGASA.
| Número do sinal de vento | Velocidade do vento                                                                                    | Tempo de antecedência do aviso (desde a primeira emissão) | Impactos Potenciais dos Ventos | Categoria Correspondente do Ciclone Tropical       |
| ------------------------ | --- | --------------------------------------------------------- | --- | -------------------------------------------------- |
| TCWS #1                  | Ventos fortes: Escala de Beaufort 6–739–61 km/h22–33 nós10.8–17.1 m/s25–38 mph                         | 36 horas                                                  | Ameaça mínima a moderada para vida e propriedade - Casas de construção precária (por exemplo, estrutura de madeira, bambu, improvisadas), estruturas antigas e deterioradas, e outras construções feitas com materiais leves sofrerão danos mínimos a moderados. - Algumas bananeiras e semelhantes podem ser inclinadas, enquanto os galhos de pequenas árvores podem balançar com o vento. As plantações de arroz, especialmente nas fases de floração e maturação, podem sofrer algum dano. - Disrupção mínima ao transporte público | Depressões tropicais (DT) e mais fortes.           |
| TCWS #2                  | Ventos com força de vendaval: Escala de Beaufort 8–9 62–88 km/h 34–47 nós 17.2–24.4 m/s 39–54 mph      | 24 horas                                                  | Ameaça de moderada a grave para vida e propriedade - Danos menores a moderados podem ocorrer em estruturas improvisadas ou antigas e deterioradas, e outras construções feitas de materiais leves. Casas de construção precária e média (por exemplo, bloco de concreto não reforçado/muraria, madeira-com-bloco) podem sofrer danos menores no telhado. - Itens leves e não fixados podem se tornar projéteis, o que pode causar danos adicionais. - Alguns fios elétricos podem ser derrubados, resultando em cortes de energia localizados. - Disrupção mínima a moderada ao transporte público. - A maioria das bananeiras e semelhantes são inclinadas, com algumas dobradas ou caídas. Algumas pequenas árvores caem, com galhos e ramos de árvores frágeis quebrados. Danos consideráveis provavelmente ocorrerão nas plantações de arroz e outras culturas semelhantes, especialmente nas fases de floração e maturação | Tempestades tropicais (TS) e mais fortes.          |
| TCWS #3                  | Ventos com força de tempestade: Escala de Beaufort 10–11 89–117 km/h 48–63 nós 24.5–32.6 m/s 55–72 mph | 18 horas                                                  | Ameaça moderada a significativa para vida e propriedade - Estruturas improvisadas ou antigas e deterioradas, bem como outras construções feitas de materiais leves, podem sofrer danos substanciais. Casas de construção precária ou média terão danos consideráveis no telhado, algumas janelas estouradas e/ou danos parciais nas paredes. Casas bem construídas (por exemplo, bloco de concreto reforçado/pré-moldado, estruturas de concreto armado) podem sofrer danos mínimos a menores nos telhados. - .Armazéns e outros edifícios em parques industriais podem sofrer danos menores a moderados. - Itens leves a moderadamente pesados, não fixados e expostos ao ar livre, podem se tornar projéteis, causando danos adicionais ou ferimentos. - Muitas áreas podem sofrer quedas de energia devido a numerosos fios e postes elétricos derrubados. Disrupção mínima a menor nas telecomunicações e no fornecimento de água potável. - Disrupção moderada a significativa no transporte público. - Algumas pequenas árvores, a maioria das bananeiras e semelhantes, e algumas árvores grandes podem ser derrubadas ou quebradas. O arroz e outras culturas semelhantes, especialmente nas fases de floração e maturação, podem sofrer danos severos | Tempestades tropicais severas (STS) e mais fortes. |
| TCWS #4                  | Ventos com força de tufão: Escala de Beaufort 12 118–184 km/h 64–99 nós 32.7–51.2 m/s 73–114 mph       | 12 horas                                                  | Ameaça significativa a severa à vida e propriedades - Danos severos ocorrerão em estruturas improvisadas, antigas ou deterioradas feitas de materiais leves. Casas de construção pobre ou média podem sofrer danos significativos, incluindo falha completa do telhado e possível colapso de paredes; algumas podem sofrer danos graves. - A maioria das casas bem construídas pode sofrer danos leves a moderados nos telhados, com algumas enfrentando falha total do telhado; janelas quebradas também são prováveis. - Telhados e coberturas de alumínio e aço em edifícios de parques industriais podem falhar. - Algumas janelas de vidro em prédios altos de escritórios podem ser arrancadas; alguns desses prédios podem apresentar danos leves a moderados e uma maior proporção de janelas quebradas devido ao balanço estrutural. - Uma quantidade considerável de detritos será gerada, podendo causar danos, ferimentos e possíveis fatalidades. - Perda quase total do fornecimento de energia e telecomunicações devido a diversas linhas de transmissão, postes e torres celulares caídos. É provável a diminuição da disponibilidade de água potável. - Disrupção significativa a severa no transporte público. - Danos consideráveis a plantas de banana e similares. A maioria das árvores pequenas e algumas árvores grandes será quebrada, desfolhada ou arrancada. Quase danos totais às plantações de arroz e outras culturas | Tufões (TY) e mais fortes.                         |
| TCWS #5                  | Ventos extremos com força de supertufão: Escala de Beaufort 12 ≥185 km/h ≥100 nós ≥51.3 m/s ≥115 mph   | 12 horas                                                  | Ameaça extrema à vida e propriedades - Danos severos a catastróficos são esperados em casas de construção pobre ou média, estruturas improvisadas ou antigas/deterioradas, e outras feitas de materiais leves. Casas bem construídas podem sofrer falhas substanciais nos telhados e paredes. - Muitos edifícios industriais serão destruídos, com poucos sofrendo apenas danos parciais nos telhados e paredes. - A maioria das janelas será arrancada de prédios altos; danos estruturais moderados são possíveis devido ao balanço estrutural. A maioria, senão todos, os outdoors e placas serão destruídos. - Detritos transportados pelo ar causarão danos extensos. Pessoas, animais de estimação e gado expostos ao vento estarão em grande risco de ferimentos ou morte. - Eletricidade, abastecimento de água potável e telecomunicações estarão indisponíveis por períodos prolongados devido à interrupção significativa da infraestrutura. - Disrupção prolongada e significativa a severa no transporte público. - A vasta maioria das árvores será quebrada, desfolhada ou arrancada. Plantas de banana e similares sofrerão danos extensos. Apenas algumas árvores, plantas e culturas sobreviverão | Supertufões (STY)                                  |

## Princípios e práticas de emissão
Sempre que um ciclone tropical se forma dentro ou entra na Área de Responsabilidade das Filipinas (PAR), a PAGASA começa a emitir Boletins de Ciclone Tropical (TCB) para informar o público em geral sobre a localização, intensidade, movimento, raio de circulação e a previsão de trajetória e intensidade do ciclone para um máximo de 72 horas. O TCB também contém uma discussão em texto simples sobre os riscos que ameaçam a terra e as águas costeiras, bem como a previsão de trajetória e intensidade do ciclone pela PAGASA.
A PAGASA ativa o sistema TCWS de cinco níveis assim que determina que o ciclone tropical dentro da Área de Responsabilidade das Filipinas (PAR) vai impactar diretamente o país e que os ventos ciclônicos mais externos estão a pelo menos 36 horas de alcançar a massa terrestre filipina mais próxima. Os sinais de vento do sistema TCWS são emitidos principalmente em nível municipal, cidade ou provincial; a exceção é a Região Metropolitana de Manila, que é considerada como um único nível de sinal de vento. Os níveis de sinal TCWS em vigor nas localidades afetadas ou que poderão ser afetadas pelos ventos do ciclone tropical são listados em cada boletim TCB (Tropical Cyclone Bulletin), incluindo a escalada, redução ou cancelamento desses níveis de sinal. Os sinais de vento são atualizados (aumentados, reduzidos ou removidos) geralmente em intervalos regulares que coincidem com a emissão do boletim TCB:
- Boletins emitidos a cada 6 horas: quando os sinais do TCWS forem ativados devido à aproximação do ciclone tropical à massa terrestre filipina (5h/17h e 11h/23h, horário PHT).
- Boletins emitidos a cada 3 horas: nas seguintes situações: (a) quando o ciclone tropical está prestes a atingir a terra dentro de 24 horas; (b) durante a travessia terrestre e logo após, quando o ciclone começa a se mover sobre a água, afastando-se da terra; (c) quando o ciclone permanece no mar, mas está significativamente próximo da massa terrestre, justificando a ativação dos sinais do TCWS (2h, 5h, 8h, 11h, 14h, 17h, 20h e 23h, horário PHT).

Os boletins TCB também podem ser emitidos apenas duas vezes por dia (a cada 12 horas) quando o ciclone tropical está muito distante, sem impactar a massa terrestre das Filipinas (independentemente de estar se aproximando), caso em que nenhum sinal do TCWS é ativado.

A progressão dos Sinais de Vento para Ciclones Tropicais (TCWS) emitidos para o Tufão Noru (Karding) entre 23 e 26 de setembro de 2022. Observe como os níveis de sinal são escalados/reduzidos e como a área total com sinais de vento se expande/contrai à medida que o tufão atravessa a Ilha de Luzon.

O sistema TCWS é escalonado em cinco níveis (do TCWS #1 ao #5), permitindo a escalada, redução ou retirada dos sinais de vento em cada emissão de Boletim de Ciclone Tropical (TCB), dependendo da intensidade dos ventos do ciclone, da extensão de sua circulação (ou seja, o raio dos ventos) e da previsão de direção e velocidade do deslocamento do ciclone em relação à massa terrestre das Filipinas no momento da emissão. À medida que o ciclone tropical se aproxima ou cruza a terra, intensifica-se ou aumenta de extensão, o sinal de vento em uma localidade específica pode ser elevado a um nível superior; múltiplos sinais em diferentes áreas podem ser escalados, e a extensão da área com sinais ativos também pode se expandir. Por outro lado, os sinais são reduzidos, retirados ou desativados, e a área afetada pelos sinais diminui quando o ciclone se afasta da terra, enfraquece ou reduz sua extensão. O sistema TCWS permite ainda pular níveis de sinal, especialmente em casos de mudanças rápidas no estado do ciclone.
Uma característica importante do TCWS é o tempo de antecedência, ou seja, o período dentro do qual uma localidade deve esperar a chegada de ventos com determinada intensidade, representando o intervalo de horas entre a emissão inicial de um nível de sinal e o momento em que os ventos começam a impactar a área. Isso torna o TCWS um sistema de alerta precoce: a emissão inicial de um nível de sinal não significa que as condições climáticas adversas correspondentes já estejam ocorrendo. O tempo de antecedência serve para alertar a população sobre o período restante para se preparar contra os ventos iminentes. Esse tempo é válido apenas para a primeira emissão de um determinado nível; níveis mais altos correspondem a ventos mais fortes e tempos de preparação mais curtos.
Por exemplo, ventos de 39–61 km/h são esperados dentro das próximas 36 horas quando uma localidade é inicialmente colocada sob TCWS #1 devido à aproximação de um ciclone tropical. Assim, essa localidade tem pelo menos 36 horas para se preparar antes que os ventos comecem a ocorrer. Se o sinal for escalado para TCWS #2, a população terá pelo menos 24 horas para se preparar para ventos de 62–88 km/h.
Contrariando a concepção comum e como sugere o próprio nome, o propósito do sistema TCWS é alertar a população sobre a ameaça dos ventos ciclônicos, incluindo seus perigos associados e/ou impactos em áreas terrestres. Como detalhado na tabela acima, a PAGASA projetou o sistema TCWS de forma que cada um dos cinco níveis represente graus crescentes de severidade nos impactos dos ventos ciclônicos (de impactos mínimos no TCWS #1 a impactos catastróficos no TCWS #5), especialmente quanto a danos em infraestrutura e agricultura devido aos ventos intensos, além do risco de ferimentos ou mortes causados por falhas estruturais ou destroços carregados pelo vento. O TCWS não abrange chuvas causadas por ciclones (e seus perigos associados, como inundações e deslizamentos), pois a PAGASA possui outros sistemas para esses eventos, como os Avisos de Chuvas para precipitações leves a moderadas e o Sistema de Avisos de Chuvas Intensas (HR-WS) para chuvas fortes e/ou contínuas durante eventos de tempo chuvoso, incluindo ciclones tropicais.
O sistema TCWS muitas vezes serve de base para a suspensão de trabalho, aulas e transporte nas Filipinas devido a ciclones tropicais, embora isso não seja explicitamente estabelecido, já que está fora do escopo da PAGASA. O protocolo atual do Departamento de Educação (DepEd) estabelece que aulas (do ensino infantil ao 12º ano) e o trabalho sejam automaticamente suspensos em todas as escolas públicas localizadas em áreas onde o TCWS esteja em vigor, independentemente do nível de alerta. Já o protocolo da Comissão de Educação Superior (CHED) estipula que universidades e faculdades estaduais só podem suspender aulas e trabalho devido a ciclones tropicais em três situações: (1) se a área estiver sob o TCWS #3, (2) se o chefe do governo local (prefeito municipal ou da cidade) decretar suspensão em todos os níveis, (3) se o chefe da instituição (reitor ou diretor) decretar suspensão. Por outro lado, a Guarda Costeira proíbe a saída de embarcações para o mar enquanto o TCWS (independentemente do nível de alerta) estiver em vigor ao longo de sua rota, pontos de partida ou destino, com poucas exceções aplicadas a determinados tipos de embarcações.

## História

### Pré-Haiyan (1879–2015)
A primeira emissão de um aviso de ciclone tropical nas Filipinas ocorreu em 7 de julho de 1879, durante a era da colonização espanhola. Federico Faura, do Observatorio Meteorológico del Ateneo Municipal de Manila (atualmente conhecido como Observatório de Manila), alertou sobre um tufão que atravessava o norte de Luzon com base em leituras barométricas. Os métodos rudimentares de observação meteorológica e a falta de comunicações via telégrafo dificultavam ao Observatorio, uma instituição científica jesuíta fundada em 1865, avisar prontamente áreas fora de Manila. Em 1884, a instituição foi formalizada por decreto real como Observatorio Meteorológico de Manila, resultando em melhorias significativas no monitoramento e nos alertas de ciclones tropicais. Em 1901, durante o período de colonização americana, o Observatorio foi reorganizado como Bureau Meteorológico das Filipinas, precursor da atual agência meteorológica estatal independente, PAGASA.
Foi também durante o período americano que o sistema formalizado de alerta para ciclones tropicais, com níveis de severidade crescentes, foi introduzido nas Filipinas. Esse desenvolvimento foi resultado de uma conferência de 1930 entre instituições meteorológicas do Extremo Oriente, da qual participou Miguel Selga, então diretor do Bureau Meteorológico das Filipinas. Implementado pelo Bureau em 1931, esse sistema de alerta para ciclones tropicais era uma versão revisada do sistema de sete níveis numéricos de Sinais Públicos de Tempestade (PSWS) introduzido pelo Observatório de Hong Kong (HKO) em 1917. A revisão de 1930 ampliou os sete níveis para dez (de PSWS #1 a #10), mantendo símbolos e significados que permanecem na versão atual do sistema de alerta de ciclones do HKO (1973 até o presente).
Após a Segunda Guerra Mundial, o sistema de alerta para ciclones tropicais de dez níveis do Bureau foi revisado na década de 1970 para incluir apenas três níveis, correspondendo às três classificações básicas de ciclones tropicais estabelecidas pela Organização Meteorológica Mundial (WMO) para a bacia do Noroeste do Pacífico: PSWS #1 para ciclones na categoria de depressão tropical, com velocidade máxima sustentada de ventos de 10 minutos de até 63 km/h (≤39 mph; ≤34 nós); PSWS #2 para ciclones na categoria de tempestade tropical, com ventos entre 64 e 117 km/h (40–72 mph; 35–63 nós); PSWS #3 para ciclones com força de tufão, com ventos de pelo menos 118 km/h (≥73 mph; ≥64 nós).
Em 1997, foi adicionado um quarto nível de sinal para acomodar tufões mais intensos, e, nessa emenda, foi introduzido o conceito de "tempo de antecedência". Cada nível de sinal passou a ter um tempo de antecedência correspondente, indicando o período em que uma localidade deve esperar a chegada de uma determinada intensidade de ventos ciclônicos. Isso permitiu avisar o público o mais cedo possível sobre o tempo restante para se preparar contra os ventos do ciclone. O conceito de tempo de antecedência continua sendo utilizado nas versões subsequentes dos sistemas de sinais de ciclones tropicais da PAGASA, com níveis mais altos correspondendo a ventos mais fortes e tempos de preparação mais curtos.
Posteriormente, a PAGASA expandiu o sistema para incluir detalhes sobre os impactos das intensidades dos ventos (particularmente a escala potencial de danos à agricultura e à infraestrutura) e as medidas de precaução a serem tomadas. Esse sistema de quatro níveis de Sinais Públicos de Tempestade foi utilizado por quase duas décadas, até que alterações foram feitas em 2015, dois anos após o desastre causado pelo Tufão Haiyan.

### Pós-Haiyan (2015–2022)
Tufão Haiyan, conhecido nas Filipinas como Tufão "Yolanda", causou destruição catastrófica ao atravessar a região central do país em novembro de 2013, com ventos máximos sustentados de 10 minutos atingindo 235 km/h, segundo estimativas da PAGASA. Após o desastre, iniciaram-se discussões para revisar o sistema de Sinais Públicos de Tempestade (PSWS), já que o PSWS #4 foi considerado insuficiente para ciclones tropicais extremos.
Como resposta, a PAGASA lançou, em maio de 2015, o sistema de Sinais de Aviso de Ciclone Tropical (Tropical Cyclone Warning Signal, TCWS), substituindo o PSWS. Paralelamente, a PAGASA oficializou sua escala de intensidade de ciclones tropicais, semelhante à escala do manual operacional do Comitê de Tufões da ESCAP/OMM, implementado pela Agência Meteorológica do Japão (JMA), que é o Centro Meteorológico Regional Especializado da OMM, responsável pela bacia do Noroeste do Pacífico. Nesse sistema, foram introduzidas as categorias de "tempestade tropical severa" (entre tempestade tropical e tufão) e "super tufão", definida como um ciclone tropical extremo com ventos sustentados de 10 minutos superiores a 220 km/h. Foi adicionado também um quinto nível de sinal, o TCWS #5, para super tufões, com o mesmo tempo de antecedência de 12 horas do TCWS #4.

Em 2019, o sistema de Sinais de Aviso de Ciclone Tropical foi renomeado para Sinais de Vento de Ciclone Tropical (Tropical Cyclone Wind Signal) para enfatizar que esse sistema é baseado na intensidade dos ventos ciclônicos, e não nas chuvas, enchentes ou deslizamentos de terra, que são cobertos por outros sistemas de alerta, como o Sistema de Avisos de Chuvas Intensas (PAGASA Heavy Rainfall Warning System).

### Versão Atual (2022 – presente)

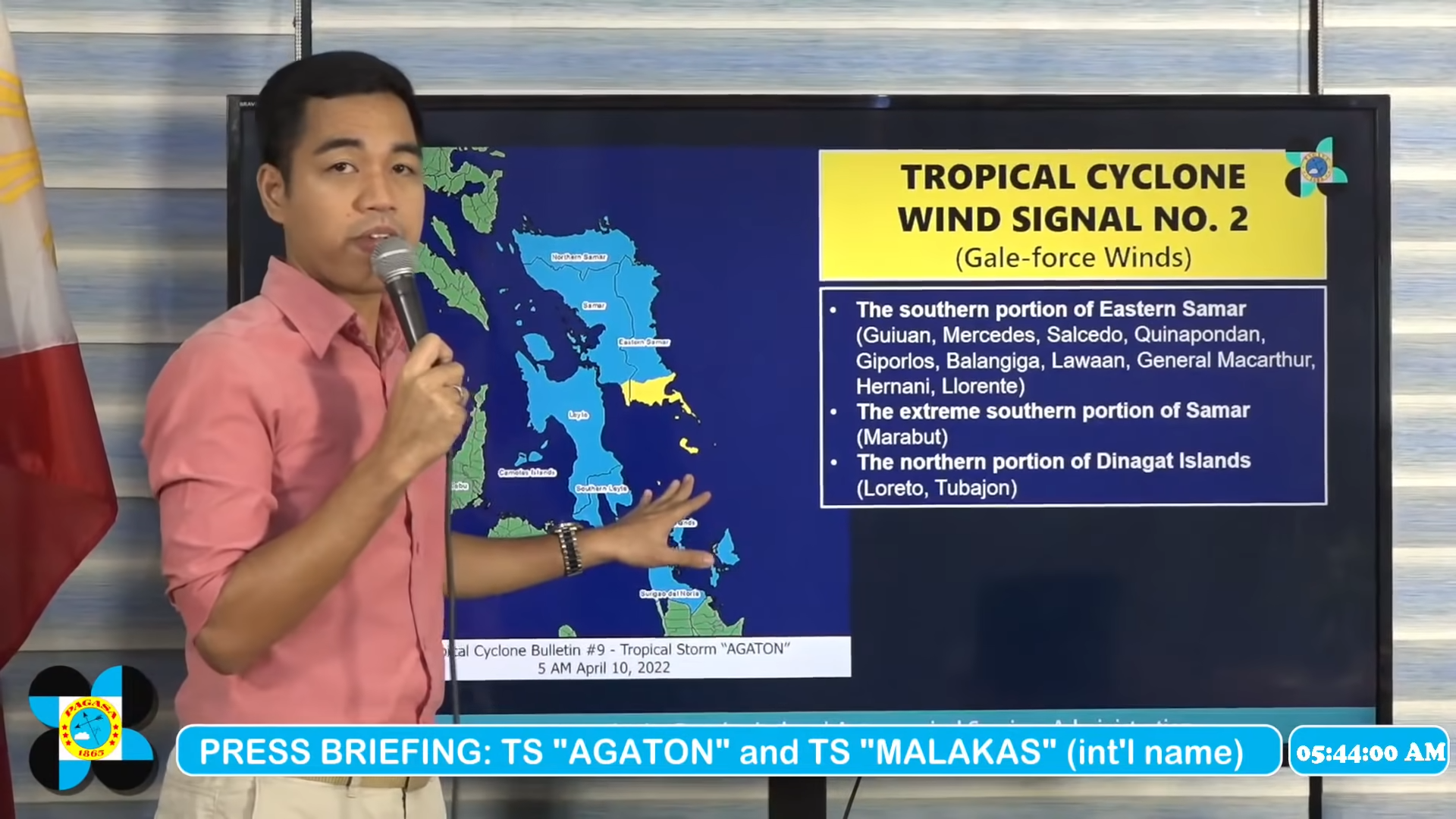
Um meteorologista da PAGASA apresentando os sinais de vento do ciclone tropical em vigor devido à tempestade tropical Megi (Agaton) na manhã de 10 de abril de 2022

Em 23 de março de 2022, durante as celebrações do Dia Meteorológico Mundial de 2022, a PAGASA anunciou alterações na escala de intensidade de ciclones tropicais e no sistema de Sinais de Vento de Ciclone Tropical (TCWS). Essas mudanças foram resultado de uma "revisão final" (sunset review) do sistema de alerta de ciclones tropicais da agência. De acordo com a PAGASA, as alterações foram baseadas na adoção de melhores práticas de outros centros de alerta, padrões operacionais regionais, avanços em orientações objetivas para faixas de vento ciclônico, experiências operacionais com desafios enfrentados por previsores, e feedbacks de usuários e partes interessadas.
Em sua revisão, a PAGASA reduziu o limite para classificar super tufões de 220 km/h para 185 km/h, definindo-os como ciclones tropicais extremos com ventos sustentados de 10 minutos de 185 km/h ou mais. Consequentemente, o intervalo de ventos para a categoria de tufões foi ajustado para 118–184 km/h. Esta definição está alinhada com outras agências meteorológicas do Pacífico Noroeste, como o Observatório de Hong Kong (HKO) e o Centro Conjunto de Avisos de Tufão (JTWC).
A PAGASA também ajustou os intervalos de intensidade de vento para cada nível de sinal TCWS, levando em consideração:
- Danos "indistinguíveis" observados nas áreas sob os antigos TCWS #4 e TCWS #5;
- O amplo intervalo de ventos do antigo TCWS #2, que abrangia tempestades tropicais e severas, apesar das diferenças significativas em intensidade e impacto

Assim, a PAGASA alterou o sistema TCWS ajustando os intervalos de intensidade dos ventos para cada nível de sinal com base na escala de força dos ventos de Beaufort, que empiricamente atribui um número de 0 a 12 para medir a velocidade do vento. Como resultado, os intervalos de intensidade dos ventos no TCWS modificado foram alinhados à escala revisada de intensidade de ciclones tropicais. Ou seja, cada nível de sinal no TCWS modificado está associado a uma categoria de ciclone tropical (TCWS #1 correspondente a depressão tropical, TCWS #2 a tempestade tropical e assim por diante). Essa atualização de março de 2022 da escala de intensidade de ciclones tropicais e do TCWS é a versão atualmente implementada nas Filipinas.